# ژان-مارک روویر
ژان-مارک روویر (به فرانسوی: Jean-Marc Rouvière) نویسنده قرن بیستم میلادی اهل فرانسه است.